# Guzmania flagellata
Guzmania flagellata är en gräsväxtart som beskrevs av S.Pierce och Jason Randall Grant. Guzmania flagellata ingår i släktet Guzmania och familjen Bromeliaceae. Inga underarter finns listade i Catalogue of Life.